# Đối chuẩn
Đối chuẩn (tiếng Anh: Benchmarking) là hoạt động so sánh những quá trình và số liệu về hiệu suất (performance metrics) của một doanh nghiệp với những doanh nghiệp xuất sắc nhất cũng như có thể dễ dàng học hỏi được nhất trong cùng một ngành. Trong quản lý dự án, hoạt động đối chuẩn có thể hỗ trợ việc chọn lọc, lên kế hoạch và phân bổ dự án. Những nhân tố thường được đo lường là chất lượng, thời gian và chi phí. Trong quá trình đối chuẩn với những công ty có thể dễ dàng học hỏi nhất, nhà quản lý sẽ xác định những doanh nghiệp xuất sắc nhất trong ngành hoặc ở một ngành khác nhưng có những quá trình tương tự như tại công ty của mình. Từ đó, nhà quản lý sẽ so sánh kết quả và những quá trình của công ty đó với công ty của mình. Nhờ việc này, họ có thể biết được công ty mình đang so sánh đang hoạt động tốt như thế nào và quan trọng hơn, nhờ thực hiện các quá trình kinh doanh như thế nào mà công ty đó có thể đạt được thành công như vậy. 
Đối chuẩn được sử dụng để đo lường hiệu quả trong đó có dùng đến một đơn vị đo lường riêng biệt (chi phí/đơn vị, hiệu suất/đơn vị, chu kỳ thời gian của quá trình x/đơn vị, số lỗi/đơn vị) tùy thuộc vào mục đích của người thực hiện, sau đó, nó sẽ được dùng để so sánh và đối chiếu với những đối tượng khác.